# Wolfgang Jorge Federico Francisco del Palatinado-Neoburgo
Wolfgang Jorge Federico del Palatinado-Neoburgo fue un príncipe y prelado alemán, notorio por sus relaciones familiares.

## Biografía
Fue uno de los 17 vástagos del matrimonio formado por Felipe Guillermo, duque del Palatinado-Neoburgo y de Cléveris (en 1685 sería Elector Palatino) y su segunda esposa Isabel de Hesse-Darmstadt.
Desde su infancia fue destinado a la carrera eclesiástica. El 22 de diciembre de 1674 le fue concedida una prebenda en la catedral de Münster. En 1675 es ordenado diácono y nombrado canónigo de la catedral de Colonia. Se pensó en su candidatura para suceder a Ernesto Augusto de Brunswick-Luneburgo como príncipe-obispo de Osnabrück, cargo que este ostentaba desde 1662.
También fue nombrado coadjuntor para suceder en el gran maestrazgo de la Orden Teutónica, ostentado por Johann Caspar von Ampringen.
En febrero de 1682 se encontraba en Roma junto con sus hermanos Carlos Felipe y Francisco Luis. El papa Inocencio XI expresó que los tres príncipes palatinos le dejaban una "excelente impresión en su piedad". Es en este año cuando es presentado al cabildo de la catedral de Breslavia para su elección como príncipe-obispo de Breslavia.
A finales de mayo de 1683 Wolgang Jorge Federico y sus hermanos vuelven de Roma, encontrándose con su hermano Luis Antonio en la ciudad austríaca de Wiener Neustadt, antes de pasar todos juntos a Viena a visitar a su hermana Leonor, esposa del emperador Leopoldo I. Tras una breve enfermedad Wolfgang moriría en Wiener Neustadt el 4 de junio de ese año, un día antes de cumplir 25 años.
Su hermano menor Francisco Luis (1664-1732) sería finalmente el elegido por el capítulo de la catedral de Breslavia como nuevo príncipe-obispo, siendo confirmada esta elección por Inocencio XI el 26 de agosto de 1683.
Fue sepultado en el colegio jesuita de Wiener Neustadt y su corazón fue enviado a la iglesia de San Pedro en Neoburgo. Tras su muerte le fue compuesto un elogio fúnebre publicado el mismo año de su muerte.

### Individuales
1. ↑  «Personenregister - „Wolfgang Georg Friedrich“ (GSN: 026-06218-001)». Germania Sacra.
2. 1 2  Kaps, Wolfgang. «Die 17 Kinder des Neuburger Pfalzgrafen und Herzogs Philipp Wilhelm (1615-1690) und seiner 2. Gemahlin Elisabeth Amalie von Hessen-Darmstadt (1635-1709)». Pfalz-Neuburg. Geschichte und Lebensbilder – Orte mit Bezug zu diesem Fürstentum (en alemán): 2.
3. ↑  «Father Franz Ludwig am Rhein zu Neuburg †». Catholic Hierarchy.
4. ↑  Kumor, Johannes (1981). «Wolfgang Georg Friedrich Franz von Pfalz-Neuburg (1659-1683) als Kandidat der Breslauer Bischofswahl im Jahre 1682». Archiv für schlesische Kirchengeschichte (en alemán) 39: 157-164.